# Tóth Judit (tornász)
Tóth Judit, teljes nevén: Tóth Judit Kornélia Erzsébet, asszonynevei: Gamauf Gyuláné, Gundela Károlyné (Budapest, 1906. december 27. – 1993. január 9.) magyar olimpikon tornász, edző.

## Családja
Tóth Andor és Rákosi Mária Magdolna leánya. 1930. szeptember 16-án Budapesten házasságot kötött Gamauf Gyula Géza bankhivatalnokkal, Gamauf Gyula és Jankovics Etelka fiával. 1946-ban elváltak.

## Pályafutása
Budapesti Budai Torna Egylet (BBTE) sportolajaként vett részt tornászversenyeken. Nemzetközi versenyeken, Budapest-bajnokságon első helyezett. 1934-ben Budapesten a Beszkárt pályán rendezték a X. torna-világbajnokságot, ahol a női tornászok először vehettek részt a világeseményen. A magyar nők együttese (Balkányi Lenke, Tóth Judit (Gamauf Gyuláné), Kael Anna, Kalocsai Margit, Munkácsi Mária, Varga Jenőné) ezüstérmet szerzett, 
Az 1928. évi nyári olimpiai játékokon torna, összetett csapat sportágban, csapattársaival (Hámos Mária, Hennyey Aranka, Herpich Rudolfné, Kael Anna, Kövessy Margit, Pályi Margit, Rudas Irén, Szeiler Aranka (Nándorné), Szöllősi Ilona, Tóth Judit) a 4. helyen végzett.
Női tornászcsapatunk az első nap után vezetett, a másodikon azonban a pontozók tevékenységének eredményeként a negyedik helyre esett vissza. A Magyarországi Tornaegyletek Szövetsége (MOTESZ) igazgató tanácsa 1932 novemberében a tornászcsapat tagjainak a pontozás miatti sérelem elégtételeként a MOTESZ nagy bronzérmét adományozta, zománcozott öt karikával, „Emlékül és elégtételül – 1928” bevésett felirattal.
Az 1936. évi nyári olimpiai játékokon torna, összetett csapat versenyszámban (Csillik Margit, Kalocsai Margit, Madary Ilona, Mészáros Gabriella, Nagy Margit (Sándorné), Tóth Judit (Gamauf Gyuláné), Törös Olga, Voit Eszter) a 3. helyen végzett.